# Limba bengaleză
Bengaleza (cunoscută și prin endonimul bangla) este o limbă indo-europeană, care are statut de limbă oficială în Bangladesh și în statul indian Bengalul de Vest.
Este una dintre primele 10 limbi din lume după numărul de vorbitori nativi.
Laureatul premiului Nobel pentru literatură Rabindranath Tagore a scris în bengaleză.

## Gramatică

### Substantive
Substantive sunt declinate în 4 cazuri - nominativ, acuzativ, genitiv și locativ. Numele ce se referă la oameni nu au forme în cazul locativ. Număr nu este descris fără articolul hotărât (familiar singular -টা (-ʈa) sau formal singular -টি (-ʈi)). Terminațiile bazice sunt:
- Acuzativ: -কে (-ke)
- Genitiv: -এর (-er), -র (-r)
- Locativ: -এ (-e), -য় (-y); -তে (-te)

Cu articolul hotărât, singular:
- Nominativ: -টা (-ʈa), -টি (-ʈi)
- Acuzativ: -টাকে (-ʈake), -টিকে (-ʈike)
- Genitiv: -টার (-ʈar), -টির (-ʈir)
- Locativ: -টায় (-ʈay), -টাতে (-ʈate); -টিতে (-ʈite)

Cu articolul hotărât, plural, și referent uman:
- Nominativ: -এরা (-era), -রা (-ra)
- Acuzativ: -দেরকে (-derke)
- Genitiv: -দেরকে (-der)

Cu articolul hotărât, plural, și referent ce nu este uman:
- Nominativ: -গুলো (-gulo), -গুলা (-gula)
- Acuzativ: -গুলো (-gulo), -গুলা (-gula)
- Genitiv: -গুলোর (-gulor), -গুলার (-gular)
- Locativ: -গুলোয় (-guloy), -গুলোতে (-gulote); -গুলায় (-gulay), -গুলাতে (-gulate)
  - Formele cu -গুলো (-gulo) sunt utilizate în practicarea formală, în timp ce ele cu -গুলা (-gula) sunt utilizate în practicarea familiară.

### Verbe
Verbe nu sunt conjugate pentru număr - numai timp verbal, persoană și nivel de formalitate.
- persoana I (ami, amra)
- persoana a II-a (foarte familiar - tui, tora)
- persoana a II-a (familiar - tumi, tomra)
- persoana a III-a (familiar - e, o, she, era, ora, tara)
- persoana a II-a și III-a (formal - apna, apnara; ini, uni, tini, ẽra, õra, tãra)

Observă că formele formale pentru persoane a II-a și II-a au o singură formă. Terminația în toate timpuri verbale este -এন (-en).
Sunt 8 timpuri verbale:
- prezent simplu
- prezent continuu
- prezent perfect (perfect simplu)
- trecut simplu
- trecut continuu
- trecut perfect (mai mult ca perfect)
- trecut obișnuit
- viitor

Sunt și câteva forme impersonale. Aceste sunt infinitiv și participii adverbiale. Au aceste participii:
- continuu
- condițional
- perfect
- obișnuit

Conjugarea bengaleză are câteva peculiarități, dar în partea cea mai mare, este foarte regulară. Terminațiile bazice sunt:
|                             | persoana I       | persoana a II-a | persoana a II-a | persoana a III-a | persoane a II-a și a III-a |
| foarte familiar             | persoana I       | familiar        | familiar        | formal           |                            |
| --------------------------- | ---------------- | --------------- | --------------- | ---------------- | -------------------------- |
| prezent simplu              | -ই (-i)          | -ইস (-ish)      | -ও (-o)         | -এ (-e)          | -এন (-en)                  |
| prezent continuu            | -ছি (-chi)        | -ছিস (-chish)    | -ছো (-cho)       | -ছে (-che)        | -ছেন (-chen)                |
| prezent perfect             | -এছি (-echi)      | -এছিস (-echish)  | -এছো (-echo)     | -এছে (-eche)      | -এছেন (-echen)              |
| trecut simplu               | -লাম (-lam)       | -লি (-li)        | -লে (-le)        | -লো (-lo)         | -লেন (-len)                 |
| trecut continuu             | -ছিলাম (-chilam)   | -ছিলি (-chili)    | -ছিলে (-chile)    | -ছিলো (-chilo)     | -ছিলেন (-chilen)             |
| trecut perfect              | -এছিলাম (-echilam) | -এছিলি (-echili)  | -এছিলে (-echile)  | -এছিলো (-echilo)   | -এছিলেন (-echilen)           |
| trecut obișnuit/condițional | -তাম (-tam)       | -তিস (-tish)     | -তে (-te)        | -তো (-to)         | -তেন (-ten)                 |
| viitor                      | -বো (-bo)         | -বি (-bi)        | -বে (-be)        | -বে (-be)         | -বেন (-ben)                 |

#### Exemple de conjugare

##### Verbul করা (kôra - a face)
Aici este un exemplu de conjugarea cea mai simplă:
|                             | persoana I         | persoana a II-a  | persoana a II-a  | persoana a III-a | persoane a II-a și a III-a |
| foarte familiar             | persoana I         | familiar         | familiar         | formal           |                            |
| --------------------------- | ------------------ | ---------------- | ---------------- | ---------------- | -------------------------- |
| prezent simplu              | করি (kôri)          | করিস (kôrish)     | করো (kôro)        | করে (kôre)        | করেন (kôren)                |
| prezent continuu            | করছি (kôrchi)       | করছিস (kôrchish)  | করছো (kôrcho)     | করছে (kôrche)     | করছেন (kôrchen)             |
| prezent perfect             | করেছি (kôrechi)      | করেছিস (kôrechish) | করেছো (kôrecho)    | করেছে (kôreche)    | করেছেন (kôrechen)            |
| trecut simplu               | করলাম (kôrlam)      | করলি (kôrli)      | করলে (kôrle)      | করলো (kôrlo)      | করলেন (kôrlen)              |
| trecut continuu             | করছিলাম (kôrchilam)  | করছিলি (kôrchili)  | করছিলে (kôrchile)  | করছিলো (kôrchilo)  | করছিলেন (kôrchilen)          |
| trecut perfect              | করেছিলাম (kôrechilam) | করেছিলি (kôrechili) | করেছিলে (kôrechile) | করেছিলো (kôrechilo) | করেছিলেন (kôrechilen)         |
| trecut obișnuit/condițional | করতাম (kôrtam)      | করতিস (kôrtish)   | করতে (kôrte)      | করতো (kôrto)      | করতেন (kôrten)              |
| viitor                      | করবো (kôrbo)        | করবি (kôrbi)      | করবে (kôrbe)      | করবে (kôrbe)      | করবেন (kôrben)              |

##### Verbul খাওয়া (khaowa - a mânca)
Sunt multe verbe de terminația -আওয়া (-aowa). Ele sunt conjugate așa:
|                             | persoana I          | persoana a II-a   | persoana a II-a   | persoana a III-a  | persoane a II-a și a III-a |
| foarte familiar             | persoana I          | familiar          | familiar          | formal            |                            |
| --------------------------- | ------------------- | ----------------- | ----------------- | ----------------- | -------------------------- |
| prezent simplu              | খাই (khai)           | খাস (khash)        | খাও (khao)         | খায় (khay)         | খান (khan)                  |
| prezent continuu            | খাচ্ছি (khacchi)       | খাচ্ছিস (khacchish)  | খাচ্ছো (khaccho)     | খাচ্ছে (khacche)     | খাচ্ছেন (khacchen)            |
| prezent perfect             | খেয়েছি (kheyechi)      | খেয়েছিস (kheyechish) | খেয়েছো (kheyecho)    | খেয়েছে (kheyeche)    | খেয়েছেন (kheyechen)           |
| trecut simplu               | খেলাম (khelam)        | খেলি (kheli)        | খেলে (khele)        | খেলো (khelo)        | খেলেন (khelen)               |
| trecut continuu             | খাচ্ছিলাম (khacchilam)  | খাচ্ছিলি (khacchili)  | খাচ্ছিলে (khacchile)  | খাচ্ছিলো (khacchilo)  | খাচ্ছিলেন (khacchilen)         |
| trecut perfect              | খেয়েছিলাম (kheyechilam) | খেয়েছিলি (kheyechili) | খেয়েছিলে (kheyechile) | খেয়েছিলো (kheyechilo) | খেয়েছিলেন (kheyechilen)        |
| trecut obișnuit/condițional | খেতাম (khetam)        | খেতিস (khetish)     | খেতে (khete)        | খেতো (kheto)        | খেতেন (kheten)               |
| viitor                      | খাবো (khabo)          | খাবি (khabi)        | খাবে (khabe)        | খাবে (khabe)        | খাবেন (khaben)               |